# Helvia cardinalis
Helvia cardinalis är en bönsyrseart som beskrevs av Carl Stål 1877. Helvia cardinalis ingår i släktet Helvia och familjen Hymenopodidae. Inga underarter finns listade i Catalogue of Life.